# Брюггская бойцовая (порода кур)

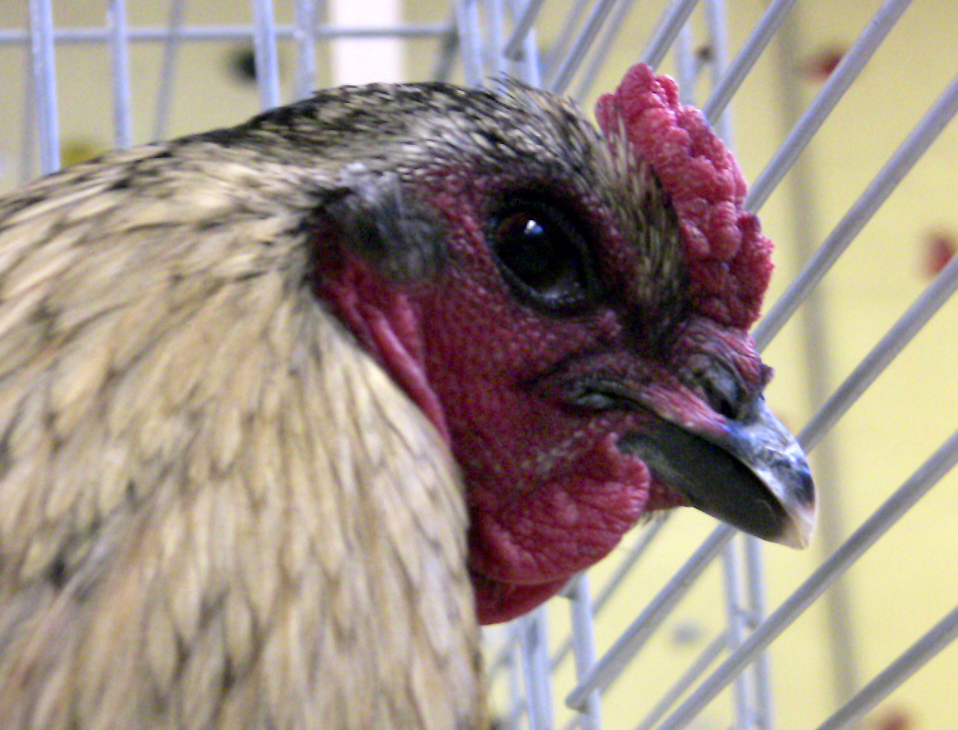

Брюггская бойцовая (нидерл. Brugse Vechter, фр. Combattant de Bruges, нем. Brügger Kämpfer) — редкая порода кур, одна из трёх бельгийских бойцовых пород.
Прародителями бельгийских бойцовых кур были старые бойцовые породы Фландрии, которых разводили в эпоху Древнего Рима. С середины XIX века с местными курами скрещивали с малайских и других бойцовых кур. В 1923 году все бельгийские бойцовые породы выставлялись в одном классе. В 1975 году группа разделена на брюггских бойцовых, тиненских бойцовых и бойцовых люттихеров (льежских бойцовых).
Крупная высокая курица воинственного вида с широким массивным туловищем. Линия спины горизонтальная, не слишком длинная, грудь мускулистая, широкие грудь и плечи. Живот хорошо развит. Ноги сильные, голени выступают за линию низа, цевки толстые, встречаются двойные шпоры. Цвет ног тёмно-серый или голубой. Шея длинная, сильная, характерного для бойцовых кур вертикального постава. Клюв сильный, надбровные дуги выступают над глазами. Гребень узкий, стручковидный, сиренево-красного цвета, серёжки развиты слабо. Лицо, глаза и края век тёмные.
Хвост у петуха оперён слабо, держится немного выше уровня спины. Стандартные окрасы чёрный, голубой окаймлённый, разные варианты дикого типа.
Мясо-яичная продуктивность породы хорошая. Масса петухов 4,5-5,5 кг, куриц 3,5-4 кг. Яйца белые или бежевые весом 55 г, яйценоскость достигает 150 штук в год.
Брюггская карликовая бойцовая порода выводилась первоначально как бельгийская, затем были выделены брюггская и льежская (люттихер) разновидность. Масса карликовых петухов 1,3 кг, куриц 1,0 кг.